# كهف كوجين
كهف كوجين (بالتركية: Kocain Mağarası)‏ هو كهف في تركيا.